# 伊斯提哈桑
伊斯提哈桑，又译“优选”，是逊尼派伊斯兰教法学中的一种立法原则，指在有更强的证据时放弃以前判例作出的新裁决，但没有古兰经和圣训作为文本基础。该立法原则被哈乃斐学派承认。